# Sexueller Missbrauch in der römisch-katholischen Kirche in Österreich
Sexueller Missbrauch in der römisch-katholischen Kirche in Österreich wurde bis in die 2000er Jahre hauptsächlich aufgrund einzelner Skandale in Österreich bekannt. Der Priester Joseph Seidnitzer wurde ab 1954 dreimal wegen sexueller Übergriffe rechtskräftig verurteilt. 1995 führten Missbrauchsvorwürfe gegen den Wiener Erzbischof Hans Hermann Groër zu seinem Rücktritt. 2004 trat der St. Pöltener Bischof Kurt Krenn aufgrund eines Skandals am Priesterseminar seines Bistums zurück.
Wie in Deutschland begann im Jahr 2010 eine neue Phase. Plötzlich wurden viel mehr Fälle von sexuellem Missbrauch in der katholischen Kirche bekannt, unter anderem Missbrauchsfälle im Stift Kremsmünster. Die kirchlichen Anlaufstellen schätzten im November 2010 etwa 500 neu gemeldete Fälle von Missbrauch oder Gewalt als glaubwürdig ein, wobei die meisten der berichteten Missbrauchserfahrungen weit in der Vergangenheit lagen. Im Jahr 2010 begannen auch systematische Aufarbeitungsmaßnahmen der katholischen Kirche in Österreich und Entschädigungszahlungen an die Betroffenen.

## Rechtliche Lage
Das österreichische Strafgesetzbuch behandelt sexuellen Missbrauch von Kindern und Jugendlichen in den Paragraphen 206–208a. Die genauen rechtlichen Bestimmungen sind in den Artikeln Sexueller Missbrauch von Unmündigen und Sexueller Missbrauch von Jugendlichen zu finden.
Die Verjährungsfrist für die meisten betroffenen Straftaten beginnt in Österreich erst mit Vollendung des 28. Lebensjahres des Opfers zu laufen. Diese Regelung gilt seit Juni 2009, bereits zuvor verjährte Straftaten sind davon also nicht betroffen.
Bei einem schweren Missbrauch an einem Unmündigen mit Geschlechtsverkehr mit körperlichen oder seelischen Verletzungsfolgen ist Haft von fünf bis 15 Jahren möglich, was eine Verjährungsfrist von 20 Jahren nach sich zieht. Der Täter könnte also in diesem Falle strafrechtlich verfolgt werden, bis das Opfer 48 Jahre alt ist. Bei sexuellem Missbrauch mit Geschlechtsverkehr (aber ohne Verletzungen) startet die Verjährung aufgrund der Strafdrohung von ein bis zehn Jahren nach zehn, bei sexuellem Missbrauch ohne Geschlechtsverkehr aufgrund der Strafdrohung von sechs Monaten bis fünf Jahren nach fünf Jahren.

## Entwicklung

### Joseph Seidnitzer
Der österreichische Priester Joseph Seidnitzer (1920–1993) wurde in seinem Heimatland insgesamt dreimal rechtskräftig wegen verschiedener Sexualdelikte verurteilt: 1954 zu acht Monaten schweren Kerkers in der Steiermark, 1958 in Innsbruck zu einem Jahr verschärften schweren Kerkers und 1960, wegen sexueller Übergriffe im Schweizer Interlaken, wiederum in Innsbruck zu 14 Monaten Haft, nachdem er sich durch Flucht der Vollstreckung des zweiten Urteils zeitweilig entzogen hatte. 1979 wurde er vom Priesteramt suspendiert, 1991 wurde er auf Betreiben des Bischofs Paul Hnilica innerkirchlich rehabilitiert. Die von Seidnitzer zusammen mit Gebhard Paul Maria Sigl gegründete Gemeinschaft „Werk des Heiligen Geistes“ ging in der Vereinigung Pro Deo et fratribus – Familie Mariens auf, die 1995 kirchlich anerkannt wurde.

### Affäre Groër
Hans Hermann Groër (1919–2003) trat als Erzbischof von Wien im September 1995 zurück, nachdem mehrere Betroffene Vorwürfe des sexuellen Missbrauchs von Jugendlichen gegen ihn erhoben hatten. Die Vorwürfe wurden erst im Februar 1998 kirchlich als zutreffend bestätigt. Nach Aussagen von Kardinal Christoph Schönborn im Jahr 2010 wollte Josef Ratzinger 1995 eine kirchliche Untersuchungskommission zur Aufklärung der Vorwürfe einsetzen, konnte sich damit aber innerhalb der Kurie nicht durchsetzen. Vor allem Kardinal Angelo Sodano soll damals ein entschiedener Gegner dieses Vorhabens gewesen sein und die Aufklärung behindert haben.
Kurz nach dem Beginn der Affäre Groër begannen im April 1995 die Vorbereitungen zu einem Kirchenvolks-Begehren, bei dem im Juni mehr als 500.000 Unterschriften für eine „grundlegende Erneuerung der Kirche Jesu“ und eine Reihe von Reformmaßnahmen gesammelt wurden. In der Folge wurde die Initiative Wir sind Kirche gegründet.

### Affäre St. Pölten
Im Jahr 2004 wurden auf dem Computer eines 27-jährigen Priesterschülers im Seminar des Bistums St. Pölten zahlreiche kinderpornografische Dateien entdeckt. Der Besitzer des Computers wurde später zu einer halbjährigen Freiheitsstrafe mit Bewährung verurteilt. Der für das Priesterseminar verantwortliche Bischof Kurt Krenn lehnte trotz öffentlichen Drucks einen Rücktritt zunächst ab. Am 29. September 2004 trat er zurück.
Kurz vor dem Skandal in St. Pölten hatte das dramatische Hör- und Kammerspiel Die Beichte (2003) von Felix Mitterer Diskussionen über den sexuellen Missbrauch von Kindern in Obhut der Kirche ausgelöst. Das Stück wurde mit dem ORF-Hörspielpreis und dem Prix Italia ausgezeichnet.

### Entwicklung seit 2010
Als der Missbrauchsskandal in Deutschland Ende Januar 2010 begann (Missbrauchsfälle am Canisius-Kolleg Berlin), blieb es in Österreich einige Wochen lang noch ruhig. Am 15. Februar wurde berichtet, dass den kirchlichen Ombudsstellen in Österreich jährlich rund 15 Fälle von sexuellem Missbrauch gemeldet werden. Ende Februar ging ein Mann aus der Steiermark an die Öffentlichkeit und beklagte schweren sexuellen Missbrauch in seiner Kindheit durch einen Benediktiner-Pater.
Am 8. März 2010 bot Bruno Becker, Erzabt des Klosters St. Peter in Salzburg, dem Vorsitzenden der Benediktinerklöster in Österreich, Abtpräses Christian Haidinger vom Kloster Altenburg, seinen Rücktritt an. Beckers Rücktritt wurde am nächsten Tag angenommen. Becker hatte eingestanden, dass er 1969 bei einem Radausflug zum Untersberg einen damals 13-jährigen Buben missbraucht hatte. Im November 2009 hatte Becker dem Opfer 5.000 Euro angeboten; laut dem Erzbischof von Salzburg, Alois Kothgasser, war dies ein Angebot von Schmerzensgeld. Dasselbe Opfer behauptete in einem Interview, Ende der 1960er Jahre auch von zwei weiteren Patres des Stifts missbraucht worden zu sein. Die beiden Patres schieden 1974 und 1975 aus dem Kloster aus. Im Jahr 2005 wurden beide als Sextouristen in Marokko festgenommen, einer von ihnen wurde wegen schweren Missbrauchs an minderjährigen Marokkanern rechtskräftig verurteilt.
Seit dem Jahresanfang wurden bis zum 9. März 2010 noch drei weitere neue Fälle berichtet, also insgesamt fünf. Die Vorwürfe betrafen unter anderem das Internat eines Privatgymnasiums des Bregenzer Zisterzienser-Klosters Mehrerau in den 1980er Jahren. Der Pater, der damals wegen Missbrauchs suspendiert und von der Schule entfernt worden war, sei für weitere Missbrauchsfälle verantwortlich. Ein 2004 gegen ihn angestrengtes Verfahren wurde wegen Verjährung eingestellt.
Am 11. März 2010 folgte ein Zeitungsbericht über Missbrauchsfälle im Stift Kremsmünster. Innerhalb eines Jahres meldeten daraufhin 45 Opfer bei der zuständigen Kommission der Diözese Linz Missbrauch am Stiftsgymnasium Kremsmünster in den 1970er bis 1990er Jahren. Sie warfen drei Patres des Stifts Kremsmünster sexuellen Missbrauch vor; weitere acht Personen, darunter drei weltliche Lehrer, wurden der körperlichen und seelischen Misshandlung bezichtigt. Von elf Verfahren stellte die Staatsanwaltschaft bis März 2011 zehn als strafrechtlich nicht relevant oder wegen Verjährung ein. Der frühere Konviktsdirektor Alfons Mandorfer wurde im April 2012 in den Laienstand zurückversetzt und im Juli 2013 vom Landesgericht Steyr unter anderem wegen schweren sexuellen Missbrauchs von Unmündigen zu zwölf Jahren Haft verurteilt. Er hatte die Taten in den Jahren 1973 bis 1993 an insgesamt 24 Zöglingen begangen. 2013 wurden kirchenrechtliche Verfahren gegen die beiden anderen beschuldigten Patres mit disziplinarischen Maßnahmen abgeschlossen, einer von ihnen durfte sein Diakonat fünf Jahre lang nicht ausüben. Das Stift zahlte 700.000 Euro an die Opfer, davon 200.000 Euro für Therapien (Stand Februar 2013). Im März 2013 wurde das Institut für Praxisforschung und Projektberatung München (IPP München) beauftragt, die Hintergründe der Missbrauchsfälle zu untersuchen.
Laut einem Zeitungsbericht vom 16. März 2010 wurde der Diözese Graz-Seckau und dem Vatikan vorgeworfen, vielfachen Missbrauch durch einen Pfarrer vertuscht zu haben. Bereits in den 1980er Jahren soll er mehr als ein Dutzend Kinder und Jugendliche missbraucht haben. Nach ersten konkreten Vorwürfen Ende der 1990er Jahre und einer einjährigen Beurlaubung wurde der Pfarrer von Bischof Johann Weber lediglich versetzt, nachdem die Staatsanwaltschaft die Ermittlungen in zwei Fällen wegen Beweismangels und Verjährung eingestellt hatte. Drei Jahre nach den ersten Ermittlungen wurde der Pfarrer erneut verdächtigt. Er soll mindestens 13 Jungen im Alter von 5 bis 18 Jahren wiederholt und teils schwer sexuell missbraucht haben. Das Verfahren wurde abermals wegen Verjährung eingestellt. Nach weiteren Interventionen von Opfern stellte der neue Bischof Egon Kapellari den Pfarrer vom Dienst frei und leitete mit Zustimmung der römischen Glaubenskongregation das erste Kirchengerichtsverfahren wegen Missbrauchs in Österreich ein. Der Pfarrer wurde schuldig gesprochen. Obwohl sich der Verfahrensleiter des Erzbischöflichen Metropolitan- und Diözesangerichts in Salzburg hinsichtlich der Verjährung im Vorhinein abgesichert hatte, hob die Glaubenskongregation 2006 das Urteil wegen Verjährung der Tatbestände wieder auf.
Ende März 2010 richtete die neu gegründete kirchenkritische „Plattform Betroffener kirchlicher Gewalt“ eine Telefonhotline ein. Am ersten Tag meldeten sich 50 Betroffene.
Laut einem Zwischenbericht vom November 2010 hatten sich seit Beginn des Jahres 1142 Menschen an die kirchlichen Ombudsstellen gewandt. Bei 511 Personen hatte sich der Verdacht von sexuellem Missbrauch oder Gewalt erhärtet. In 54 Prozent der Verdachtsfälle ging es um sexuellen Missbrauch, 33 Prozent waren Fälle von Gewalt, 13 Prozent der mutmaßlichen Opfer hatten sowohl Gewalt als auch sexuellen Missbrauch erlitten. 106 Anzeigen wurden bei der Polizei gestellt. Etwa 50 Prozent der Fälle lagen mehr als 40 Jahre zurück. Am 25. März 2011 gab Kardinal Schönborn folgende Zahlen bekannt: Es gebe 499 mutmaßliche Opfer von Übergriffen im kirchlichen Bereich. 125 Fälle seien zur Anzeige gebracht worden; in 22 Fällen wurde strafrechtliche Relevanz vermutet. Bei mehr als der Hälfte der Fälle ging es um sexuellen Missbrauch, bei einem Drittel um Gewalt. Mehr als die Hälfte der Taten geschahen vor 1970, 42 Prozent fielen in den Zeitraum 1971 bis 1992.
Anfang März 2011 erhob eine 47-jährige Frau schwere Vorwürfe gegen den Salzburger Domprediger und ehemaligen katholischen Hochschulprofessor Peter Hofer. Sie warf Hofer vor, sie zwischen dem 16. und 22. Lebensjahr (1980–1986) hunderte Male vergewaltigt zu haben. Hofer widersprach. Er gestand eine einjährige freiwillige sexuelle Beziehung zu der Frau nach Erreichen ihrer Volljährigkeit ab 1985 ein. Damals war er Pfarrer in Nonntal. Alle weiteren Vorwürfe wies er als „erfunden“ zurück. Die Frau hatte bereits 2006 einen Brief an Hofer geschrieben. Nachdem sie keine befriedigende Antwort erhalten hatte, wandte sie sich an die Erzdiözese Salzburg. Man lehnte dort eine Beteiligung an Therapiekosten ab und riet ihr, den Rechtsweg zu beschreiten. 2008 wandte sie sich an die Wiener Ombudsstelle für sexuellen Missbrauch. 2010 erkannte schließlich die Klasnic-Kommission die Frau als Opfer an und beschloss eine Entschädigung. Der Fall wurde an die Staatsanwaltschaft weitergeleitet. Die „Plattform Betroffener kirchlicher Gewalt“ bezeichnete die Zahlungen der Klasnic-Kommission als „Schweigegeld“. Dem widersprach jedoch die betroffene Frau. Die Staatsanwaltschaft Salzburg wies zwei Anzeigen wegen Verjährung zurück.
Am 11. März 2011 legte Hofer alle seine Ämter nieder; die Erzdiözese Salzburg leitete ein kirchenrechtliches Verfahren ein. Hofer bestritt weiterhin die Vorwürfe. Am 22. März veröffentlichte Cornelius Hell einen offenen Brief in der Zeitung Die Presse, in dem er Hofer scharf kritisierte.
Das kirchenrechtliche Verfahren gegen Hofer wurde im Februar 2012 mangels Beweisen eingestellt.
Im Oktober 2011 beschuldigte eine Frau Nonnen des von Benediktinerinnen geführten Kinderheims in Martinsbühel bei Zirl, dort Mädchen sexuell missbraucht zu haben.
Nach Vorwürfen der aus der Geistlichen Familie „Das Werk“ (FSO) ausgetretenen Doris Wagner, sie in der Beichte sexuell belästigt zu haben, trat FSO-Mitglied Hermann Geißler im Januar 2019 als leitender Mitarbeiter der Glaubenskongregation zurück. Er gab an, Wagners Anschuldigungen seien unberechtigt. Ein Gespräch zu diesem und anderen Missbrauchsfällen zwischen Kardinal Schönborn und Doris Wagner wurde dokumentiert und im BR Fernsehen gesendet.
2019 warf der Münchner Priester Wolfgang F. Rothe dem emeritierten St. Pöltener Bischof Klaus Küng vor, dieser habe ihm im Jahr 2004 ein Beruhigungsmittel verabreicht und danach einen sexuellen Übergriff versucht. Küng wies die Vorwürfe zurück und erklärte hierzu, er behalte sich rechtliche Schritte gegen wahrheitswidrige Behauptungen vor. Die strafrechtlichen Ermittlungen gegen Küng waren 2019 wegen Verjährung eingestellt worden.

## Kirchliche Reaktionen und Maßnahmen
Die Auswirkungen der Affäre Groër führten 1996 zur Gründung einer Ombudsstelle der Erzdiözese Wien für Opfer von Gewalt und sexuellem Missbrauch in der katholischen Kirche. Deren Leiter war anfangs Helmut Schüller, der selber Schüler bei Groër gewesen war und seinerzeit keinen Missbrauch wahrgenommen hatte. Als Ombudsmann forderte er Regeln für den Umgang mit sexuellem Missbrauch in der Kirche, die zwar formuliert, aber nicht landesweit etabliert wurden. 2005 beendete Schüller seine Arbeit als Ombudsmann. Sein Ziel sei immer gewesen, dass ein Nicht-Priester die Ombudsstelle leite. Ansonsten sei er „bezüglich der Realität der Kirche“ in dieser Zeit nüchterner geworden. Schüllers Nachfolger war bis 2008 der Wiener Kinder- und Jugendpsychiater Max Friedrich, seit Anfang 2009 leitet der psychiatrische Facharzt und Hochschullehrer Johannes Wancata die Ombudsstelle. Nach Wien richteten auch die anderen Diözesen Ombudsstellen ein. Im Februar 2010 äußerte der ehemalige Wiener Ombudsmann Schüller in einem Interview Zweifel, ob die Ombudsstellen überall „von den Verantwortlichen offensiv gewollt“ seien. Er forderte nach wie vor landesweit gültige Regeln und Standards für den Umgang mit Missbrauchsfällen.
Am 3. März 2010 räumte der Generalvikar des Erzbistums Wien Fehler der römisch-katholischen Kirche in Österreich im Umgang mit Missbrauchstätern ein, die zumindest bis 2001 in der Hoffnung, dass es sich um einmalige Taten handle, einfach nur versetzt worden seien. Die österreichischen Bischöfe bestätigten diese Einschätzung bei ihrer Frühlingsvollversammlung Anfang März in St. Pölten. Kardinal Christoph Schönborn sagte: „Leider wurden in der Vergangenheit zu Unrecht in der Kirche die Täter oft mehr geschützt als die Opfer.“ Die Bischöfe versprachen, neue Maßnahmen gegen Missbrauch zu ergreifen.
Eine österreichweit einheitliche Regelung wurde in Auftrag gegeben. Die österreichweite Vernetzung und Zusammenarbeit der diözesanen Ombudsstellen wurde beschlossen, ebenso die offizielle Einbindung der Männer- und Frauenorden in deren Arbeit sowie eine verbesserte Aus- und Fortbildung der kirchlichen haupt- und ehrenamtlichen Mitarbeiter. Eine Projektgruppe sollte bis Juni 2010 ein detailliertes Gesamtkonzept entwerfen.
Wenige Tage später folgte der Rücktritt von Erzabt Bruno Becker, und in dichter Folge wurden im März 2010 weitere Fälle bekannt (siehe oben). Ende März 2010 zelebrierte Kardinal Schönborn einen Bußgottesdienst im Wiener Stephansdom mit Beteiligung der Gruppe Wir sind Kirche und einzelner Missbrauchsopfer. Schönborn erklärte im Gottesdienst: „Wir, Gottes Volk, seine Kirche, tragen miteinander an dieser Schuld“. Schönborn dankte auch den Opfern, dass diese das Schweigen gebrochen hätten. Ebenfalls Ende März wurde Waltraud Klasnic zur Opferbeauftragten bestimmt.
Im Juni 2010 verabschiedete die katholische Kirche in Österreich eine Rahmenordnung zum Umgang mit Fällen von sexuellem Missbrauch und Gewalt unter dem Titel Die Wahrheit wird euch frei machen. Im Jahr 2016 wurde eine zweite, überarbeitete Ausgabe der Rahmenordnung beschlossen. Seit September 2021 gilt die dritte, wiederum überarbeitete und ergänzte Ausgabe.
Mitte Dezember 2010 zog der Klagenfurter Bischof Alois Schwarz Bilanz über das Jahr 2010: „Es gab eine konsequente Aufarbeitung, eine ehrliche Entschuldigung sowie das Angebot von Hilfe und Begegnungen.“ Es sei ein neues Verständnis gewachsen, wie sich die Kirche „dieser dunklen Seite“ stelle. Sie lerne, „hoffentlich zusammen mit der Gesellschaft“, auf verfehlte Beziehungen genauer hinzuschauen. „Da wäre es gut, wenn auch die Gesellschaft darauf ein so waches Auge hätte wie die Kirche“, meinte Bischof Schwarz.
Die österreichischen Diözesen zogen ihre Schlüsse aus den Missbrauchsfällen und passten ihre Maßnahmen und Strukturen entsprechend an. Beispielsweise besetzte die Diözese Innsbruck ihre seit 11 Jahren bestehende Ombudsstelle ab April 2011 nicht mehr mit hauptamtlichen Diözesanmitarbeitern, sondern mit unabhängigen Psychotherapeuten. Außerdem richtete sie eine Stabsstelle „Kinder- und Jugendschutz“ ein. Damit setzte sie die Vorgaben der Österreichischen Bischofskonferenz um.
Im April 2011 zog die Klasnic-Kommission eine erste Bilanz. Im ersten Jahr ihrer Tätigkeit hatte es 909 Meldungen von Opfern von Missbrauch im kirchlichen Bereich gegeben. 837 Schilderungen wurden von der Kommission als plausibel bewertet. Die Kommission hatte Entschädigungen in 192 Fällen bewilligt und in sieben Fällen abgelehnt. Drei Viertel der Opfer von sexuellem Missbrauch im kirchlichen Bereich waren Männer. Die meisten Fälle, etwa ein Fünftel, entfielen auf Oberösterreich, danach folgten Wien und Tirol. Zu fünf kirchlichen Einrichtungen wurden Sachverhaltsdarstellungen an die Staatsanwaltschaft übermittelt. Neben den von der Kommission erfassten Fällen lagen damals noch 200 weitere Fälle bei Anwälten zur eigenständigen Klage durch die Opfer. Die Klasnic-Kommission mahnte eine verbesserte Auswahl bei den Priesteramtskandidaten an. Kurt Scholz und der Psychiater Reinhard Haller wiesen darauf hin, dass sexueller Missbrauch außerhalb der katholischen Kirche noch zu wenig beachtet werde. Insofern sei eine staatliche Koordinierungsstelle wünschenswert.
Nach dem Vorbild der kirchlichen Maßnahmen richteten auch österreichische Bundesländer Opferschutzstellen ein. Den Anfang machte Tirol im August 2010 mit einer staatlichen Opferschutzstelle. Im Jahr 2011 waren Fragen der Zuständigkeiten und auch der Entschädigung noch ungeklärt, das Vorgehen variierte von Land zu Land.
Im April 2012 kritisierte die „Plattform Betroffener kirchlicher Gewalt“, rund 40 beschuldigte Priester seien immer noch im Amt. Der grüne Justizsprecher Albert Steinhauser forderte in diesem Zusammenhang abermals eine staatliche Anlaufstelle für Missbrauchsopfer.

## Entschädigung
Die Österreichische Bischofskonferenz richtete im Frühjahr 2010 eine Unabhängige Opferschutzanwaltschaft ein, nach der Vorsitzenden Waltraud Klasnic auch „Klasnic-Kommission“ genannt. Die Kommission entwickelte ein vierstufiges Zahlungsmodell, mit dem sexueller Missbrauch sowie Fälle von körperlicher oder emotionaler Gewalt entschädigt werden sollen. Stufe eins entspricht einer Zahlung von 5.000 Euro, Stufe zwei 15.000 Euro, Stufe drei 25.000 Euro, Stufe vier betrifft „darüber hinaus gehende finanzielle Hilfestellungen in besonders extremen Einzelfällen“. Hinzu kommt die Erstattung von Therapiekosten. Die Zahlungen werden von der „Stiftung Opferschutz“ abgewickelt, die sich die Gelder von den Bistümern und Ordensgemeinschaften zurückholt. Sofern die Täter noch leben, werden sie zur Zahlung in Anspruch genommen.
Bei der Vorstellung des Modells im Juni 2010 kritisierte die „Plattform Betroffener kirchlicher Gewalt“ die vorgesehenen Zahlungen als „Beleidigung“. Ihr Anwalt forderte bis zu 130.000 Euro Entschädigung pro Person.
Die Stiftung Opferschutz gab folgende Zahlen bekannt (Stand 31. August 2021): In 2550 Fällen wurden Zahlungen bewilligt (sexueller Missbrauch betraf 29 % dieser Fälle), in 219 Fällen wurden keine Zahlungen bewilligt, 151 Fälle sind noch in Bearbeitung. Insgesamt wurden bisher Leistungen in Höhe von 33 Millionen Euro zuerkannt (durchschnittlich rund 12.940 Euro pro anerkanntem Fall), davon 26,1 Millionen Euro als Finanzhilfen und 6,9 Millionen Euro für Therapien.